# Dan Desmond
Daniel „Dan“ Desmond (* 3. Oktober 1913 in Crosshaven, County Cork, Irland; † 9. Dezember 1964 in Cork) war ein irischer Politiker der Labour Party. Er gehörte von 1948 bis zu seinem Tod als Teachta Dála (Abgeordneter) dem Dáil Éireann, dem Unterhaus des irischen Parlaments (Oireachtas), an. 

## Leben
Es besteht keine Eindeutigkeit über Desmond nach seiner Schulzeit: Er soll einerseits mit 16 Jahren Mitglied der Labour Party geworden sein, nach anderer Ansicht soll er Gründungsmitglied der Fianna Fáil (Gründungsjahr: 1926) gewesen sein und 1939 die Partei verlassen haben. 
1947 wurde er Gewerkschaftssekretär der Landarbeiter. 
Desmond kandidierte erstmals im Wahlkreis Cork South bei den Wahlen 1944, konnte jedoch nicht genügend Stimmen für den Einzug in den Dáil erreichen. Erst bei den Wahlen 1948 war er dann erfolgreich und konnte bei den anschließenden Wahlen 1951, 1954 und 1957 den Sitz verteidigen. Auch als die Wahlkreisgrenzen geändert wurden und er im Wahlkreis Cork Mid antreten musste, konnte er genügend Stimmen für den Einzug in den Dáil erreichen. Er verstarb noch in seiner Amtszeit nach einem durch Tuberkulose verursachten Herzinfarkt.
1956 hatte er Eileen Harrington geheiratet, mit der er zwei Kinder hatte. Seine Frau Eileen gewann die Nachwahl nach seinem Tod. Seine Tochter Paula war von 1985 bis 2014 Mitglied im Cork County Council. 